# Rafael Verna
Rafael Antonio Verna (n. 2 de abril de 1963, Munro, Provincia de Buenos Aires) es un piloto argentino de automovilismo de velocidad, actualmente retirado. Desarrolló su carrera deportiva compitiendo en categorías internacionales y de su país. Compitió a nivel nacional en Fórmula Renault Argentina, Turismo Nacional, Turismo Competición 2000 y Turismo Carretera. A nivel internacional se destacaron sus incursiones en la Fórmula 2 Codasur y la Fórmula 3 Sudamericana.
Sus principales actuaciones las tuvo en las categorías Turismo Nacional y Turismo Carretera, donde logró sus principales títulos al obtener cuatro campeonatos en la Clase 2 y uno en la Clase 3 del Turismo Nacional, mientras que en 2005 se quedó con el subcampeonato del Turismo Carretera. Su palmarés personal se complementa con un subcampeonato en Fórmula Renault Argentina en 1984.
Se había retirado de la actividad al finalizar el año 2013 compitiendo en Turismo Carretera, sin embargo retornó a la actividad de forma temporal, al ser invitado para participar en la competencia de los 1000 km de Buenos Aires de Turismo Carretera, acompañando a los pilotos Juan José Ebarlín y Laureano Campanera.

## Resumen de carrera
| Año  | Categoría                                        | Marca               |
| ---- | ------------------------------------------------ | ------------------- |
| 1982 | Debut en Formula Renault Argentina               | Crespi-Renault      |
| 1983 | Formula Renault Argentina                        | Crespi-Renault      |
| 1984 | Subcampeón Formula Renault Argentina             | Crespi-Renault      |
| 1985 | Formula Renault Argentina, 3 carreras            | Crespi-Renault      |
| 1985 | Debut en la Fórmula 2 Codasur                    | Berta-Volkswagen    |
| 1986 | Fórmula 2 Codasur                                | Berta-Renault       |
| 1986 | Fórmula 2 Codasur                                | Berta-Volkswagen    |
| 1987 | Debut en la Fórmula 3 Sudamericana               | Crespi-Volkswagen   |
| 1989 | Clase 2 del Turismo Nacional, debut y campeonato | Volkswagen Gacel    |
| 1990 | Subcampeón Clase 2 del Turismo Nacional          | Volkswagen Gacel    |
| 1991 | Clase 2 del Turismo Nacional                     | Volkswagen Gacel    |
| 1992 | Campeón Clase 2 del Turismo Nacional             | Volkswagen Gacel    |
| 1992 | Campeón Clase 2 del Turismo Nacional             | Ford Escort Ghia    |
| 1993 | Campeón Clase 2 del Turismo Nacional             | Ford Escort Ghia    |
| 1994 | Campeón Clase 2 del Turismo Nacional             | Ford Escort Ghia    |
| 1994 | Debut en TC 2000                                 | Ford Escort Ghia    |
| 1995 | Clase 2 del Turismo Nacional, 1 carrera          | Ford Escort Ghia    |
| 1995 | TC 2000, 5 carreras                              | Ford Escort Ghia    |
| 1995 | Clase 3 del Turismo Nacional, debut y campeonato | Ford Escort Ghia    |
| 1996 | TC 2000                                          | Ford Escort XR3     |
| 1997 | TC 2000                                          | Chevrolet Vectra II |
| 1997 | Debut en Turismo Carretera, 3 carreras           | Ford Falcon         |
| 1998 | Turismo Carretera                                | Ford Falcon         |
| 1999 | Turismo Carretera                                | Ford Falcon         |
| 2000 | Turismo Carretera                                | Ford Falcon         |
| 2001 | Turismo Carretera                                | Ford Falcon         |
| 2001 | TC 2000, 3 carreras                              | Ford Escort Zetec   |
| 2002 | Turismo Carretera                                | Ford Falcon         |
| 2003 | Turismo Carretera                                | Ford Falcon         |
| 2004 | Turismo Carretera                                | Ford Falcon         |
| 2005 | Subcampeón de Turismo Carretera                  | Ford Falcon         |
| 2006 | Turismo Carretera                                | Ford Falcon         |
| 2006 | Invitado a los 200 km de Buenos Aires            | Renault Mégane I    |
| 2007 | Turismo Carretera                                | Ford Falcon         |
| 2007 | Debut en Top Race V6, 2 carreras                 | Ford Mondeo II      |
| 2008 | Turismo Carretera                                | Ford Falcon         |
| 2009 | Turismo Carretera                                | Ford Falcon         |
| 2010 | Turismo Carretera                                | Ford Falcon         |
| 2010 | Turismo Carretera                                | Dodge Cherokee      |
| 2011 | Turismo Carretera                                | Dodge Cherokee      |
| 2012 | Turismo Carretera                                | Dodge Cherokee      |
| 2013 | Turismo Carretera                                | Dodge Cherokee      |
| 2018 | Invitado a los 1000 km de Buenos Aires de TC     | Chevrolet Chevy     |

- [4]

## Palmarés
| Título     | Categoría                    | Marca            | Año  |
| ---------- | ---------------------------- | ---------------- | ---- |
| Subcampeón | Fórmula Renault Argentina    | Crespi-Renault   | 1984 |
| Campeón    | Clase 2 del Turismo Nacional | Volkswagen Gacel | 1989 |
| Subcampeón | Clase 2 del Turismo Nacional | Volkswagen Gacel | 1990 |
| Campeón    | Clase 2 del Turismo Nacional | Volkswagen Gacel | 1992 |
| Campeón    | Clase 2 del Turismo Nacional | Ford Escort Ghia | 1993 |
| Campeón    | Clase 2 del Turismo Nacional | Ford Escort Ghia | 1994 |
| Campeón    | Clase 3 del Turismo Nacional | Ford Escort Ghia | 1995 |
| Subcampeón | Turismo Carretera            | Ford Falcon      | 2005 |

## Resultados

### Turismo Competición 2000
| Año  | Equipo               | Auto                | 1     | 2     | 3    | 4     | 5   | 6    | 7     | 8     | 9   | 10     | 11      | 12    | 13    | 14    | 15     | 16     | 17    | 18    | 19  | 20  | 21  | 22  | 23    | 24    | 25  | 26  | 27     | 28     | Res. | Puntos |
| ---- | -------------------- | ------------------- | ----- | ----- | ---- | ----- | --- | ---- | ----- | ----- | --- | ------ | ------- | ----- | ----- | ----- | ------ | ------ | ----- | ----- | --- | --- | --- | --- | ----- | ----- | --- | --- | ------ | ------ | ---- | ------ |
| 1997 |                      |                     | RAF I | RAF I | RC I | RC I  | POS | POS  | SJU I | SJU I | PAR | PAR    | GR      | GR    | BB I  | BB I  | SJU II | SJU II | RC II | RC II | NDJ | NDJ | MZA | MZA | BB II | BB II | TRE | TRE | RAF II | RAF II | 17.º | 25     |
| 1997 | Crespi Competición   | Chevrolet Vectra II | Ret   | NL    |      |       |     |      |       |       | 6   | Ret    | 13 (11) | Ret   | 8     | 6     | 8      | Ret    | 8     | 10    | 9   | 10  |     |     |       |       |     |     |        |        | 17.º | 25     |
| 2001 |                      |                     | RAF   | RC    | BB   | SJU I | PAR | BA I | OBE   | AG I  | SJO | SJU II | MDA     | RES   | AG II | BA II |        |        |       |       |     |     |     |     |       |       |     |     |        |        | -    | 0      |
| 2001 | Belloso Competición  | Ford Escort VI      |       |       |      |       | Ret | Ret  | Ret   |       |     |        |         |       |       |       |        |        |       |       |     |     |     |     |       |       |     |     |        |        | -    | 0      |
| 2006 |                      |                     | BA I  | OLA   | CR   | VIE   | SFE | SJU  | SRA   | RES   | CUR | SMM    | GR      | BA II | OBE   | PAR   |        |        |       |       |     |     |     |     |       |       |     |     |        |        | -    | -      |
| 2006 | Renault TC 2000 Team | Renault Mégane I    |       |       |      |       |     |      |       |       |     |        |         | 6     |       |       |        |        |       |       |     |     |     |     |       |       |     |     |        |        | -    | -      |

#### Copa TC 2000
| Año  | Equipo              | Auto           | 1   | 2  | 3  | 4     | 5   | 6    | 7   | 8    | 9   | 10     | 11  | 12  | 13    | 14    | Res. | Puntos |
| ---- | ------------------- | -------------- | --- | -- | -- | ----- | --- | ---- | --- | ---- | --- | ------ | --- | --- | ----- | ----- | ---- | ------ |
| 2001 |                     |                | RAF | RC | BB | SJU I | PAR | BA I | OBE | AG I | SJO | SJU II | MDA | RES | AG II | BA II | -    | 0      |
| 2001 | Belloso Competición | Ford Escort VI |     |    |    |       | Ret | Ret  | Ret |      |     |        |     |     |       |       | -    | 0      |